# دون ودي
دون ودي (بالإنجليزية: Don Woody)‏ هو موسيقي أمريكي، ولد في 29 يوليو 1937.

## وصلات خارجية
- دون ودي على موقع ميوزك برينز (الإنجليزية)
- دون ودي على موقع ديسكوغز (الإنجليزية)